# New York Red Bulls 2009
 Questa voce raccoglie le informazioni riguardanti il New York Red Bulls nelle competizioni ufficiali della stagione 2009.

## Stagione
I New York Red Bulls terminano il campionato al 7º posto di Eastern Conference e in ultima posizione nella classifica generale, mancando perciò la qualificazione ai play-off. In Champions League, vengono eliminati prematuramente al turno preliminare dal W Connection.

## Maglie e sponsor
| Casa | Trasferta |

## Rosa
| N. |                                 | Ruolo | Calciatore          |
| -- | ------------------------------- | ----- | ------------------- |
| 1  | Stati Uniti (bandiera)          | P     | Danny Cepero        |
| 2  | Stati Uniti (bandiera)          | D     | Kevin Goldthwaite   |
| 3  | Costa Rica (bandiera)           | D     | Carlos Johnson      |
| 4  | Stati Uniti (bandiera)          | D     | Carlos Mendes       |
| 5  | Spagna (bandiera)               | C     | Albert Celades      |
| 6  | Stati Uniti (bandiera)          | C     | Seth Stammler       |
| 7  | Stati Uniti (bandiera)          | A     | Mike Magee          |
| 8  | Bosnia ed Erzegovina (bandiera) | C     | Siniša Ubiparipović |
| 9  | Colombia (bandiera)             | A     | Juan Pablo Ángel    |
| 10 | Senegal (bandiera)              | A     | Macoumba Kandji     |
| 11 | Sudafrica (bandiera)            | C     | Danleigh Borman     |
| 12 | Stati Uniti (bandiera)          | D     | Mike Petke          |
| 13 | Venezuela (bandiera)            | C     | Jorge Rojas         |

| N. |                          | Ruolo | Calciatore      |
| -- | ------------------------ | ----- | --------------- |
| 14 | Camerun (bandiera)       | C     | Matthew Mbuta   |
| 15 | Stati Uniti (bandiera)   | C     | John Wolyniec   |
| 17 | Stati Uniti (bandiera)   | C     | Jeremy Hall     |
| 18 | Stati Uniti (bandiera)   | D     | Leonard Krupnik |
| 19 | Giamaica (bandiera)      | C     | Dane Richards   |
| 20 | Argentina (bandiera)     | D     | Walter García   |
| 21 | Austria (bandiera)       | C     | Ernst Öbster    |
| 22 | Stati Uniti (bandiera)   | C     | Nick Zimmermann |
| 24 | Senegal (bandiera)       | P     | Bouna Coundol   |
| 27 | Nuova Zelanda (bandiera) | D     | Andrew Boyens   |
| 32 | Stati Uniti (bandiera)   | C     | Luke Sassano    |